# 普林格
普林格（英語：Pringle of Scotland，通常简称Pringle）是顶尖的苏格兰毛衣制品商，由罗伯特·普林格（Robert Pringle）和其搭档于1815年建立，最初名為Waldie, Pringle, Wilson & Co。首间工厂位于苏格兰霍伊克，当时那里的纺织业非常发达。

## 近期概况
1967年，普林格被道森国际集团（Dawson International）收购，其主要市场在于高尔夫服装，大多数是羊毛制品。普林格是高尔夫球手尼克·法尔多（Nick Faldo）大部分职业生涯的赞助商。
2000年，普林格被香港纺织业大亨Kenneth Fang所领导的SC Fang & Sons公司收购。据闻方氏公司只花了6百万英镑便取得了这间年亏损额高达1,000万美元的百年老店。他让自己的儿子Douglas Fang经营这间新收购的公司。方氏公司为新购入的Pringle投入了大约7百万英镑的资金，并且聘请了斯图尔特·斯托克戴尔（Stuart Stockdale）作为首席设计师。在他的带领下，普林格重新回到了之前作为顶级时尚品牌公司的地位，并且在伦敦时装周上发布了基于公司传统菱形格设计的新款服装。
许多名人都穿著普林格品牌，例如玛格丽特公主、摩纳哥王后格雷斯·凯丽（Grace Kelly）、诺埃尔·科沃德、罗比·威廉斯、麦当娜及贝克汉姆。Pringle公司持有伊丽莎白二世女王和王太后颁发的王室供货许可证。
普林格在伦敦邦德街、纽约、米兰、汉城及东京都设有专卖店。